# Ryōgoku Kokugikan
Ryōgoku Kokugikan (両国国技館), também conhecido como Salão de Sumô Ryōgoku, é uma arena esportiva localizada na vizinhança de Yokoami (fazendo fronteira com Ryōgoku) em Sumida, um dos 23 distritos especiais de Tóquio no Japão,  possui capacidade para 11 098 pessoas. O prédio atual foi aberto em 1985, o primeiro foi inaugurado em 1909 e o segundo em 1954.

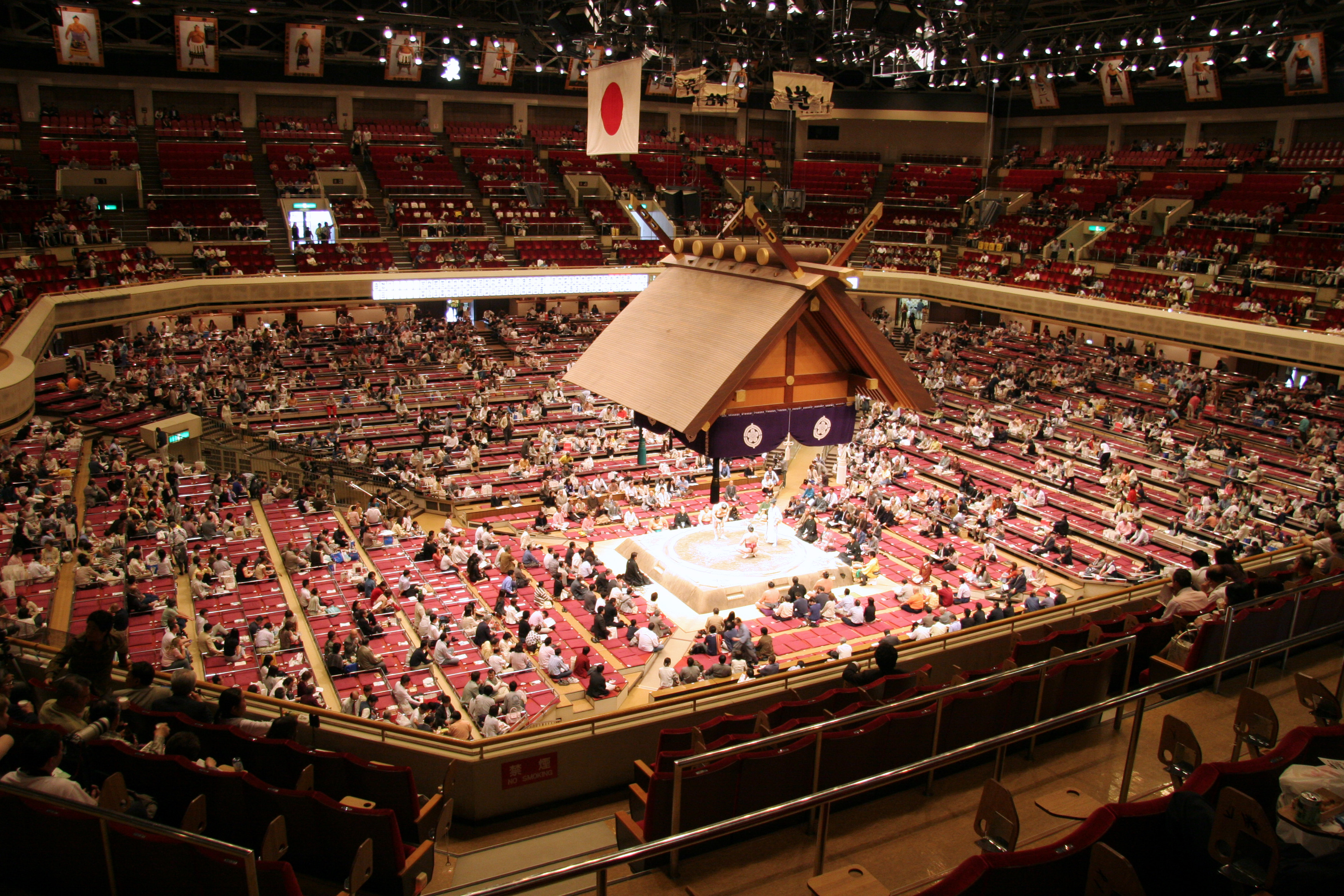
Interior do Ryōgoku Kokugikan.

É usado principalmente para torneios de luta de sumô (Honbasho), abrigando um museu sobre o sumô e sendo o local de realização de três dos seis torneios anuais que acontecem no Japão (em janeiro, maio e setembro). Porém, também é utilizado para outros tipos de eventos, como boxe, luta profissional e concertos musicais. Por causa disso, a arena foi definida como o local da realização das partidas de boxe durante os Jogos Olímpicos de Tóquio em 2020.